# Deutscher Sportclub Arminia Bielefeld 1984-1985
Questa voce raccoglie le informazioni riguardanti il Deutscher Sportclub Arminia Bielefeld nelle competizioni ufficiali della stagione 1984-1985.

## Stagione
Nella stagione 1984-1985 l'Arminia Bielefeld, allenato da Gerd Roggensack, concluse il campionato di Bundesliga al 16º posto. In Coppa di Germania l'Arminia Bielefeld fu eliminato al primo turno dal Norimberga.

## Rosa
| N. |                     | Ruolo | Calciatore      |
| -- | ------------------- | ----- | --------------- |
|    | Germania (bandiera) | P     | Dirk Hellmann   |
|    | Germania (bandiera) | P     | Wolfgang Kneib  |
|    | Germania (bandiera) | P     | Michael Richter |
|    | Germania (bandiera) | P     | Reiner Wilk     |
|    | Germania (bandiera) | D     | Norbert Dronia  |
|    | Germania (bandiera) | D     | Andreas Ellguth |
|    | Germania (bandiera) | D     | Franco Foda     |
|    | Germania (bandiera) | D     | Thomas Helmer   |
|    | Germania (bandiera) | D     | Dirk Hupe       |
|    | Germania (bandiera) | D     | Volker Kemper   |
|    | Germania (bandiera) | D     | Detlef Schnier  |
|    | Germania (bandiera) | D     | Horst Wohlers   |
|    | Germania (bandiera) | C     | Ronny Borchers  |
|    | Germania (bandiera) | C     | Jörg Breski     |

| N. |                      | Ruolo | Calciatore            |
| -- | -------------------- | ----- | --------------------- |
|    | Germania (bandiera)  | C     | Ulrich Büscher        |
|    | Germania (bandiera)  | C     | Michael Butz          |
|    | Grecia (bandiera)    | C     | Efthimios Kompodietas |
|    | Germania (bandiera)  | C     | Stefan Kühlhorn       |
|    | Germania (bandiera)  | C     | Wolfgang Pohl         |
|    | Finlandia (bandiera) | C     | Pasi Rautiainen       |
|    | Germania (bandiera)  | C     | Helmut Schröder       |
|    | Germania (bandiera)  | A     | Stefan Butz           |
|    | Giappone (bandiera)  | A     | Kazuo Ozaki           |
|    | Germania (bandiera)  | A     | Stefan Pater          |
|    | Germania (bandiera)  | A     | Siegfried Reich       |
|    | Germania (bandiera)  | A     | Jörg Weber            |
|    | Germania (bandiera)  | A     | Matthias Westerwinter |

## Organigramma societario
Area tecnica
- Allenatore: Gerd Roggensack
- Allenatore in seconda:
- Preparatore dei portieri:
- Preparatori atletici:

## Calciomercato

### Sessione estiva
| Acquisti | Acquisti        | Acquisti              | Acquisti |
| R.       | Nome            | da                    | Modalità |
| -------- | --------------- | --------------------- | -------- |
| C        | Ronny Borchers  | Eintracht Francoforte |          |
| D        | Franco Foda     | Kaiserslautern        |          |
| D        | Thomas Helmer   | SC Bad Salzuflen      |          |
| A        | Stefan Pater    | Bochum                |          |
| A        | Siegfried Reich | Borussia Dortmund     |          |

| Cessioni | Cessioni           | Cessioni          | Cessioni |
| R.       | Nome               | a                 | Modalità |
| -------- | ------------------ | ----------------- | -------- |
| D        | Karlheinz Geils    | Colonia           |          |
| A        | Gregor Grillemeier | Hertha Berlino    |          |
| C        | Frank Pagelsdorf   | Borussia Dortmund |          |

### Sessione invernale
| Acquisti | Acquisti | Acquisti | Acquisti |
| R.       | Nome     | da       | Modalità |
| -------- | -------- | -------- | -------- |

| Cessioni | Cessioni | Cessioni | Cessioni |
| R.       | Nome     | a        | Modalità |
| -------- | -------- | -------- | -------- |

## Risultati

### Bundesliga

#### Girone di andata
| Arbitro: | Gabor |

|           |           |                                         |
| Reich 56’ | Marcatori | 17’ Dremmler 67’ Nachtweih 81’ Matthäus |

| Arbitro: | Scheuerer |

|            |           |           |
| Allofs 72’ | Marcatori | 52’ Ozaki |

| Arbitro: | Barnick |

|                               |           |                                                        |
| Kühlhorn 38’ Reich 62’ (rig.) | Marcatori | 10’, 16’, 27’ Allgöwer 42’, 63’, 84’ Claesen 71’ Kempe |

| Ludwigshafen am Rhein 15 settembre 1984, ore 15:30 CEST 4ª giornata | Waldhof Mannheim | 0 – 0 referto | Arminia Bielefeld | Südweststadion (11 000 spett.)\| Arbitro: \| Horeis \| |
| Arbitro:                                                            | Horeis           |               |                   |                                                        |

| Arbitro: | Hontheim |

|           |           |               |
| Reich 22’ | Marcatori | 52’ Holmqvist |

| Arbitro: | Schlup |

|                                  |           |  |
| Kroth 18’ Sievers 65’ Krämer 90’ | Marcatori |  |

| Arbitro: | Roth |

|                     |           |            |
| Rautiainen 75’, 87’ | Marcatori | 11’ Jakobs |

| Arbitro: | Jupe |

|                                             |           |  |
| McGhee 10’ Wehmeyer 26’ von Heesen 28’, 66’ | Marcatori |  |

| Arbitro: | Schmidhuber |

|                             |           |                                 |
| Borchers 30’ Reich 55’, 84’ | Marcatori | 32’ Bruns 47’ Krauss 70’ Lienen |

| Arbitro: | Assenmacher |

|                  |           |           |
| Kuntz 56’ (rig.) | Marcatori | 54’ Reich |

| Arbitro: | Tritschler |

|                  |           |           |
| Westerwinter 39’ | Marcatori | 54’ Röber |

| Arbitro: | Gabor |

|                                                    |           |  |
| Theiss 13’ Günther 41’ Nadu 59’ Wohlers 62’ (aut.) | Marcatori |  |

| Arbitro: | Scheuerer |

|                |           |           |
| Rautiainen 35’ | Marcatori | 77’ Trunk |

| Braunschweig 17 novembre 1984, ore 15:30 CET 14ª giornata | Eintracht Braunschweig | 0 – 0 referto | Arminia Bielefeld | Stadion an der Hamburger Straße (8 230 spett.)\| Arbitro: \| Brückner \| |
| Arbitro:                                                  | Brückner               |               |                   |                                                                          |

| Arbitro: | Brehm |

|                            |           |  |
| Reich 6’ Hupe 37’ Foda 90’ | Marcatori |  |

| Arbitro: | Correll |

|                           |           |                                            |
| Reich 6’, 28’ (rig.), 73’ | Marcatori | 1’, 90’ Möhlmann 14’ Neubarth 81’ Reinders |

| Arbitro: | Heitmann |

|            |           |  |
| Funkel 66’ | Marcatori |  |

#### Girone di ritorno
| Arbitro: | Umbach |

|                                      |           |                                        |
| Augenthaler 25’ Lerby 44’ Hoeneß 73’ | Marcatori | 31’ Dronia 60’ Borchers 68’ Rautiainen |

| Arbitro: | Pauly |

|                |           |  |
| Rautiainen 52’ | Marcatori |  |

| Arbitro: | Ermer |

|                            |           |  |
| Klinsmann 20’ Allgöwer 66’ | Marcatori |  |

| Arbitro: | Zimmermann |

|  |           |                 |
|  | Marcatori | 24’ (aut.) Hupe |

| Arbitro: | Horeis |

|          |           |                     |
| Fach 68’ | Marcatori | 24’ (rig.) Borchers |

| Arbitro: | Wiesel |

|                               |           |                        |
| Kühlhorn 22’ Kneib 89’ (rig.) | Marcatori | 52’ Sievers 79’ Müller |

| Arbitro: | Dellwing |

|                                           |           |  |
| Stichler 23’ Thon 56’ Schatzschneider 76’ | Marcatori |  |

| Arbitro: | Niebergall |

|                              |           |                  |
| Reich 13’, 75’, 82’ Hupe 89’ | Marcatori | 76’ (rig.) Kaltz |

| Arbitro: | Tritschler |

|                      |           |  |
| Mill 27’ Borowka 85’ | Marcatori |  |

| Arbitro: | Wuttke |

|                         |           |                                     |
| Rautiainen 22’ Foda 74’ | Marcatori | 12’ Woelk 43’ Benatelli 50’ Fischer |

| Arbitro: | Correll |

|         |           |                |
| Cha 73’ | Marcatori | 31’ Rautiainen |

| Arbitro: | Hontheim |

|                                        |           |            |
| Reich 34’ (rig.), 36’, 55’, 61’ (rig.) | Marcatori | 21’ Bühler |

| Arbitro: | Ermer |

|           |           |          |
| Dusek 16’ | Marcatori | 88’ Hupe |

| Arbitro: | Werner |

|                                   |           |                        |
| Foda 20’ Ozaki 55’ Rautiainen 75’ | Marcatori | 47’ Gorski 72’ Scheike |

| Arbitro: | Pauly |

|                 |           |                                  |
| Anderbrügge 39’ | Marcatori | 43’ Ozaki 62’ Borchers 84’ Reich |

| Arbitro: | Theobald |

|                           |           |           |
| Möhlmann 19’ Reinders 89’ | Marcatori | 60’ Ozaki |

| Arbitro: | Jupe |

|         |           |  |
| Foda 7’ | Marcatori |  |

### Coppa di Germania
| Arbitro: | Kautschor |

|           |           |                                                |
| Ozaki 96’ | Marcatori | 100’ (rig.) Brunner 112’ Güttler 118’ Weyerich |

## Statistiche

### Statistiche di squadra
| Competizione      | Punti | In casa | In casa | In casa | In casa | In casa | In casa | In trasferta | In trasferta | In trasferta | In trasferta | In trasferta | In trasferta | Totale | Totale | Totale | Totale | Totale | Totale | DR  |
| Competizione      | Punti | G       | V       | N       | P       | Gf      | Gs      | G            | V            | N            | P            | Gf           | Gs           | G      | V      | N      | P      | Gf     | Gs     | DR  |
| ----------------- | ----- | ------- | ------- | ------- | ------- | ------- | ------- | ------------ | ------------ | ------------ | ------------ | ------------ | ------------ | ------ | ------ | ------ | ------ | ------ | ------ | --- |
| Bundesliga        | 29    | 17      | 7       | 5       | 5       | 34      | 31      | 17           | 1            | 8            | 8            | 12           | 30           | 34     | 8      | 13     | 13     | 46     | 61     | -15 |
| Coppa di Germania | -     | 1       | 0       | 0       | 1       | 1       | 3       | 0            | 0            | 0            | 0            | 0            | 0            | 1      | 0      | 0      | 1      | 1      | 3      | -2  |
| Totale            | 29    | 18      | 7       | 5       | 6       | 35      | 34      | 17           | 1            | 8            | 8            | 12           | 30           | 35     | 8      | 13     | 14     | 47     | 64     | -17 |

### Andamento in campionato
| Giornata  | 1  | 2  | 3  | 4  | 5  | 6  | 7  | 8  | 9  | 10 | 11 | 12 | 13 | 14 | 15 | 16 | 17 | 18 | 19 | 20 | 21 | 22 | 23 | 24 | 25 | 26 | 27 | 28 | 29 | 30 | 31 | 32 | 33 | 34 |
| --------- | -- | -- | -- | -- | -- | -- | -- | -- | -- | -- | -- | -- | -- | -- | -- | -- | -- | -- | -- | -- | -- | -- | -- | -- | -- | -- | -- | -- | -- | -- | -- | -- | -- | -- |
| Luogo     | C  | T  | C  | T  | C  | T  | C  | T  | C  | T  | C  | T  | C  | T  | C  | C  | T  | T  | C  | T  | C  | T  | C  | T  | C  | T  | C  | T  | C  | T  | C  | T  | T  | C  |
| Risultato | P  | N  | P  | N  | N  | P  | V  | P  | N  | N  | N  | P  | N  | N  | V  | P  | P  | N  | V  | P  | P  | N  | N  | P  | V  | P  | P  | N  | V  | N  | V  | V  | P  | V  |
| Posizione | 16 | 15 | 16 | 16 | 15 | 16 | 16 | 16 | 16 | 16 | 16 | 17 | 17 | 16 | 16 | 15 | 15 | 15 | 15 | 15 | 16 | 15 | 16 | 16 | 16 | 16 | 16 | 16 | 16 | 16 | 16 | 16 | 16 | 16 |

Legenda:

Luogo: C = Casa; T = Trasferta. Risultato: V = Vittoria; N = Pareggio; P = Sconfitta.

### Statistiche dei giocatori
| Giocatore       | Bundesliga | Bundesliga | Bundesliga  | Bundesliga | Relegation Bundesliga | Relegation Bundesliga | Relegation Bundesliga | Relegation Bundesliga | Coppa di Germania | Coppa di Germania | Coppa di Germania | Coppa di Germania | Totale   | Totale | Totale      | Totale     |
| Giocatore       | Presenze   | Reti       | Ammonizioni | Espulsioni | Presenze              | Reti                  | Ammonizioni           | Espulsioni            | Presenze          | Reti              | Ammonizioni       | Espulsioni        | Presenze | Reti   | Ammonizioni | Espulsioni |
| --------------- | ---------- | ---------- | ----------- | ---------- | --------------------- | --------------------- | --------------------- | --------------------- | ----------------- | ----------------- | ----------------- | ----------------- | -------- | ------ | ----------- | ---------- |
| R. Borchers     | 26         | 4          | 0           | 0          | 2                     | 0                     | 0                     | 0                     | 0                 | 0                 | 0                 | 0                 | 28       | 4      | 0           | 0          |
| J. Breski       | 4          | 0          | 0           | 0          | 0                     | 0                     | 0                     | 0                     | 0                 | 0                 | 0                 | 0                 | 4        | 0      | 0           | 0          |
| M. Butz         | 1          | 0          | 0           | 0          | 0                     | 0                     | 0                     | 0                     | 0                 | 0                 | 0                 | 0                 | 1        | 0      | 0           | 0          |
| S. Butz         | 0          | 0          | 0           | 0          | 0                     | 0                     | 0                     | 0                     | 0                 | 0                 | 0                 | 0                 | 0        | 0      | 0           | 0          |
| U. Büscher      | 25         | 0          | 4           | 0          | 2                     | 0                     | 1                     | 0                     | 0                 | 0                 | 0                 | 0                 | 27       | 0      | 5           | 0          |
| N. Dronia       | 27         | 1          | 3           | 0          | 2                     | 0                     | 0                     | 0                     | 1                 | 0                 | 0                 | 0                 | 30       | 1      | 3           | 0          |
| A. Ellguth      | 15         | 0          | 2           | 0          | 2                     | 0                     | 1                     | 1                     | 1                 | 0                 | 0                 | 0                 | 18       | 0      | 3           | 1          |
| F. Foda         | 34         | 4          | 2           | 0          | 2                     | 0                     | 0                     | 0                     | 1                 | 0                 | 1                 | 0                 | 37       | 4      | 3           | 0          |
| D. Hellmann     | 1          | 0          | 0           | 0          | 0                     | 0                     | 0                     | 0                     | 0                 | 0                 | 0                 | 0                 | 1        | 0      | 0           | 0          |
| T. Helmer       | 4          | 0          | 0           | 0          | 0                     | 0                     | 0                     | 0                     | 0                 | 0                 | 0                 | 0                 | 4        | 0      | 0           | 0          |
| D. Hupe         | 34         | 3          | 1           | 0          | 2                     | 0                     | 0                     | 0                     | 0                 | 0                 | 0                 | 0                 | 36       | 3      | 1           | 0          |
| V. Kemper       | 2          | 0          | 0           | 0          | 0                     | 0                     | 0                     | 0                     | 0                 | 0                 | 0                 | 0                 | 2        | 0      | 0           | 0          |
| W. Kneib        | 32         | 1          | 2           | 1          | 2                     | 0                     | 0                     | 0                     | 1                 | 0                 | 0                 | 0                 | 35       | 1      | 2           | 1          |
| E. Kompodietas  | 0          | 0          | 0           | 0          | 0                     | 0                     | 0                     | 0                     | 0                 | 0                 | 0                 | 0                 | 0        | 0      | 0           | 0          |
| S. Kühlhorn     | 15         | 2          | 4           | 0          | 0                     | 0                     | 0                     | 0                     | 1                 | 0                 | 0                 | 0                 | 16       | 2      | 4           | 0          |
| K. Ozaki        | 23         | 4          | 2           | 1          | 2                     | 0                     | 0                     | 0                     | 1                 | 1                 | 0                 | 0                 | 26       | 5      | 2           | 1          |
| S. Pater        | 12         | 0          | 0           | 0          | 0                     | 0                     | 0                     | 0                     | 1                 | 0                 | 0                 | 0                 | 13       | 0      | 0           | 0          |
| W. Pohl         | 16         | 0          | 2           | 0          | 2                     | 0                     | 0                     | 0                     | 1                 | 0                 | 0                 | 0                 | 19       | 0      | 2           | 0          |
| P. Rautiainen   | 29         | 8          | 5           | 0          | 2                     | 0                     | 1                     | 0                     | 1                 | 0                 | 0                 | 0                 | 32       | 8      | 6           | 0          |
| S. Reich        | 33         | 18         | 4           | 0          | 2                     | 0                     | 0                     | 0                     | 1                 | 0                 | 1                 | 0                 | 36       | 18     | 5           | 0          |
| M. Richter      | 1          | 0          | 0           | 0          | 0                     | 0                     | 0                     | 0                     | 0                 | 0                 | 0                 | 0                 | 1        | 0      | 0           | 0          |
| D. Schnier      | 32         | 0          | 6           | 0          | 1                     | 0                     | 1                     | 0                     | 1                 | 0                 | 0                 | 0                 | 34       | 0      | 7           | 0          |
| H. Schröder     | 9          | 0          | 0           | 0          | 0                     | 0                     | 0                     | 0                     | 0                 | 0                 | 0                 | 0                 | 9        | 0      | 0           | 0          |
| J. Weber        | 2          | 0          | 0           | 0          | 0                     | 0                     | 0                     | 0                     | 0                 | 0                 | 0                 | 0                 | 2        | 0      | 0           | 0          |
| M. Westerwinter | 13         | 1          | 3           | 1          | 1                     | 1                     | 0                     | 0                     | 1                 | 0                 | 0                 | 0                 | 15       | 2      | 3           | 1          |
| R. Wilk         | 2          | 0          | 0           | 0          | 0                     | 0                     | 0                     | 0                     | 0                 | 0                 | 0                 | 0                 | 2        | 0      | 0           | 0          |
| H. Wohlers      | 32         | 0          | 3           | 0          | 1                     | 0                     | 1                     | 0                     | 1                 | 0                 | 1                 | 0                 | 34       | 0      | 5           | 0          |